# Giubileo dei giovani 2025
Il Giubileo dei giovani 2025 è un evento giubilare avvenuto a Roma, in Italia, dal 28 luglio al 3 agosto 2025, in occasione del Giubileo del 2025. L'evento è stato annunciato da papa Francesco in occasione della messa conclusiva della Giornata mondiale della gioventù 2023 a Lisbona, ma, a causa della morte del pontefice argentino, gli eventi si sono svolti sotto il pontificato di papa Leone XIV; quest'ultimo ha, difatti, presieduto i due i grandi raduni previsti per l'occasione, ovvero la veglia di preghiera e la celebrazione eucaristica a Tor Vergata. Secondo le stime sarebbero stati più di un milione i partecipanti.

## Annuncio
A conclusione della Giornata mondiale della gioventù 2023, presso il Campo da Graça - Parque Tejo di Lisbona, papa Francesco ha invitato i giovani di tutto il mondo al Giubileo dei Giovani 2025 e in contemporanea anche alla Giornata mondiale della gioventù 2027 con queste parole:
(Papa Francesco, Angelus del 6 agosto 2023)

## Programma

### Lunedì 28 luglio
Il Giubileo dei giovani 2025 ha avuto inizio lunedì 28 luglio. Il primo giorno dell'evento è stato dedicato agli arrivi e alla sistemazione dei pellegrini provenienti da tutto il mondo.

### Martedì 29 luglio
Martedì, 29 luglio alle ore 19:00 è stata celebrata la messa di benvenuto presso piazza San Pietro, presieduta dall'arcivescovo Rino Fisichella, pro-prefetto della sezione per le questioni fondamentali dell'evangelizzazione nel mondo del Dicastero per l'evangelizzazione. Al termine della celebrazione, papa Leone XIV si è rivolto a sorpresa ai giovani presenti, dopo un giro in papamobile, invitandoli ad essere semi di speranza nel mondo.

### Mercoledì 30 luglio
Mercoledì 30 luglio si è svolta l'udienza generale di papa Leone XIV in piazza San Pietro. È stata una giornata dedicata al "Dialogo con la città": per questo motivo sono state organizzate, in vari punti della città, attività di carattere culturale, artistico e spirituale dalle ore 10:30 alle ore 18:00.

### Giovedì 31 luglio
Giovedì 31 luglio, è stata la seconda e ultima giornata dedicata al "Dialogo con la città", con programma analogo a quello del giorno precedente. In particolare, in piazza San Pietro si è svolto l'evento Tu sei Pietro, che ha raccolto i giovani italiani; l'evento è stato presieduto dal cardinale Matteo Maria Zuppi, presidente della Conferenza Episcopale Italiana.

### Venerdì 1º agosto
La giornata di venerdì 1º agosto è stata di carattere penitenziale; è stato, infatti, possibile per i giovani ricevere il sacramento della riconciliazione presso il Circo Massimo dalle ore 10:30 alle ore 18:00.

### Sabato 2 agosto
Sabato 2 agosto i giovani si sono recati a Tor Vergata per prendere parte alla veglia di preghiera con papa Leone XIV, che si è tenuta dalle ore 20:30 alle ore 22:00, animata dal coro della diocesi di Roma, diretto da monsignor Marco Frisina, e con il Magnificat cantato dal trio Il Volo. I ragazzi poi hanno passato la notte a Tor Vergata. È nel oggi pomeriggio, alle ore 14:00, nella grande area allestita a Tor Vergata – la zona di Roma già nota per aver ospitato il Giubileo del 2000 – l’accoglienza dei giovani provenienti da ogni parte del mondo, riuniti per condividere momenti di fraternità, preghiera e per incontrare Leone XIV.
Il pomeriggio si è svolto in un susseguirsi di musica, video e testimonianze, guidato da quattro presentatori: Luigi Santarelli, Wallace Freitas, don Victor Hernandez e Fabiola Inzunza.
Sul palco si sono alternati numerosi artisti e gruppi: Orchestra Pem Bresciana, Blind Inclusive Orchestra diretta da Alfredo Santoloci, Alleluya Malawi Band, World Youth Dance, Diorama, Strade, Adveniat Banda Cattolica, Verso L’Alto, Smile Orchestra di Roma, Daniele Logoluso, Shekina, Tu Sei Bellezza, BrianINterface, Abramo’s Band, Alfio Russo, Anmari, Grande Coro Hope, Marco Mammoli, Dajana D’Ippolito e la Banda della Polizia Municipale di Roma.

### Domenica 3 agosto
Domenica 3 agosto, a conclusione del Giubileo dei giovani 2025, papa Leone XIV ha presieduto la santa messa a Tor Vergata, alla quale ha fatto seguito la preghiera dell'Angelus. Al termine della celebrazione eucaristica il Santo Padre ha rinnovato ai giovani l'invito a partecipare alla Giornata mondiale della gioventù del 2027, che avrà luogo a Seul, comunicando la data ufficiale dell'evento.